# Daan Jippes
Daan Jippes, född 14 oktober 1945 i Amsterdam som Daniel Jan Jippes, är en nederländsk författare och tecknare av Kalle Anka och andra Disneyserier. Jippes har fått mycket beröm världen över för sin förmåga att återskapa Carl Barks teckningar. Han har även jobbat med tecknad film, bland annat Aladdin.
Daan Jippes började sin tecknarkarriär i Nederländerna, där hans arbeten publicerades i serietidningen Pep i slutet av 60-talet och början av 70-talet.
I mitten av sjuttiotalet började han arbeta för den holländska Donald Duck-tidningen, där hans tolkning av ankor och Mickey Mouse uppmärksammade Walt Disney Studios i Burbank, Kalifornien.
Därefter anställdes och arbetade han för Disney-företaget, till att börja med för serietidningarna och reklamavdelningen, senare med animation, där han bidrog till filmer som Bernard och Bianca i Australien, Skönheten och odjuret och Aladdin.
På nittiotalet tecknade han för Egmont förlag flera berättelser från 70-talet skrivna av Carl Barks, som ursprungligen var ritade av andra tecknare som t.ex. Tony Strobl.
Jippes gjorde också många omslag för Disney-tidningar från Gladstone Publishing.